# Paz der Pinguin
Paz der Pinguin ist eine dänisch-niederländisch-britisch-US-amerikanische Zeichentrickserie für Kinder, die zwischen 2003 und 2006 produziert wurde.

## Handlung
Die Episoden konzentrieren sich auf die Abenteuer eines Pinguins namens Paz und dessen Freunden, die Lektionen im Leben lernen. Die Serie richtet sich an Kinder im Vorschulalter.

## Produktion und Veröffentlichung
Die Serie wurde zwischen 2003 und 2006 von Telescreen TV, Egmont Imagination, King Rollo Films, Open Mind Productions und Discovery Kids in den Vereinigten Staaten, im Vereinigten Königreich, in den Niederlanden und in Dänemark produziert. Dabei sind 12 Staffeln mit 80 Folgen entstanden.
Erstmals wurde die Serie am 15. Februar 2003 auf The Learning Channel ausgestrahlt. Die deutsche Erstausstrahlung fand am 24. Mai 2004 auf dem KiKA statt. Weitere Wiederholungen erfolgten ebenfalls auf Playhouse Disney und Super RTL. Zudem wurde die Serie auf DVD veröffentlicht.